# Чау
Чау (чāв, чао; от кит. трад. 鈔, упр. 钞, пиньинь chāo, палл. чао — «бумажные деньги», «ассигнации») — бумажная валюта, выпущенная изначально в империи Цзинь а впоследствии в империи Юань в 1260-е годы и в государстве Хулагуидов в 1294 году.

Банкрота (справа) империи Юань и её печатная форма

## Империя Юань
В 1260 году, в первый год правления Хубилая были выпущены две разные банкноты Чау. Чау были сделаны из коры тутовых деревьев. Первоначально использовались деревянные блоки для печати бумажных денег, но в 1275 году производство перешло на бронзовые пластины. Это была первая бумажная валюта, которая использовалась в качестве основного средства денежного оборота в истории Китая. Изначально банкроты печатали в императорском монетном двору, основанным в 1260 году, вероятно, в Шанду. В дальнейшем императорский монетный двор был перенесен в Ханбалык. В столицах провинций также иногда печатали деньги.

## Государство Хулагуидов
Денежная реформа была ответом на кризис, вызванный возросшими государственными расходами сумасбродного ильхана Гайхату, который «был государем весьма щедрым, делал чрезмерные подарки, и денег в мире ему не хватало». Взимать новые налоги с разорённого населения не представлялось возможным, и для покрытия расходов двора казне пришлось взять взаймы значительные суммы. Дополнительным фактором кризиса, по Вассафу, был падёж скота от бескормицы (ют) в Ираке и Хорасане, вызванный оледенением снега на зимних пастбищах.
В данных обстоятельствах, впервые в истории Передней Азии была сделана попытка выпустить по китайской модели бумажные деньги с принудительным курсом. Предложение восстановить финансы таким образом изначально поступило от Изз ад-Дина Музаффара ибн Мухаммеда ибн Амида, советника визиря Садр ад-Дина Зенджани. При поддержке эмира Болада (Пулад-чингсанг), представителя в Иране великого хана Хубилая, рассказавшего, что «чоу — это бумага с царской печатью на ней, которая ходит по всему Хитаю вместо чеканных дирхемов, а звонкая монета там балыш, и она достается высочайшей казне», Садр ад-Дин легко убедил Гайхату санкционировать это мероприятие. Любому, кто откажется принять чау или не обменяет монеты на банкноты, грозила смертная казнь. Поскольку были даны также приказы прекратить производство золотых и серебряных сосудов и золотых одежд для всех, кроме ильхана и высшей знати, цель реформы заключалась в том, чтобы сосредоточить драгоценные металлы в руках правительства. Только купцам Персидского залива, занятым в международной торговле, был разрешён обмен банкнот на золото. Чау были пущены в обращение в Тебризе 12 сентября 1294 года, согласно Рашид ад-Дину, или в сентябре-октябре, согласно Вассафу.
Введение банкнот привело к экономической катастрофе. Рашид ад-Дин писал:

С неделю из страха перед мечом [их] принимали, однако за них людям немного чего давали. Большая часть жителей Тебриза поневоле предпочла убраться и прихватила с собою с базаров товары и съестное, так что ничего нельзя было достать, и люди, чтобы поесть плодов, скрывались в садах. Город, столь полный народа, совсем опустел. Бездельники и бродяги раздевали на улицах всех, кого встречали. Караваны там перестали ходить.

Цены выросли более, чем в десять раз. Торговцы отказывались отпускать товар за чау, торговля на базарах замерла; множество людей покинуло Тебриз. Садр ад-Дин Зенджани, получивший от ильхана почётный титул Садр-и джехан («Садр (опора) мира»), был прозван в народе Садр аль-чави («бумажный Садр»). После двухмесячного периода беспорядков правительство было вынуждено сперва разрешить использование монет для покупки продуктов питания, а затем отменить указ о введении чау совсем. Имеющиеся данные связаны в основном с Тебризом и в меньшей степени с Багдадом, но Вассаф приводит список провинций, в которые были направлены эмиры для постройки печатных мастерских (чаухане, ср. китабхане). Ещё весной 1295 года, через некоторое время после свержения Гайхату, будущий ильхан Газан перехватил близ Семнана партию чау, направлявшуюся в Мазандеран. Он презрительно отметил, что бумага не выдержит влажного климата региона, и отдал приказ сжечь банкноты. Также были сожжены печатные машины (алат), следовательно, блоки для печати были деревянными, а не медными как в Китае.
Банкноты, описанные Вассафом, содержали надписи на китайском и шахада, исламский символ веры, а также имя Иринджин Дорджи, данное Гайхату тибетскими ламами. Банкноты были номиналом от четверти дирхема до 10 динаров, согласно Ибн аль-Фувати, хотя продолжатель Абу-ль-Фараджа сообщает, что минимальный номинал был 1 динар. В персидском литературном языке Средней Азии слово чау ещё в XVIII веке имело значение «испорченная монета».